# Uvulariaceae
Uvulariaceae es una familia de plantas de flores con 7 géneros perteneciente al orden Liliales. Está reconocido en el sistema Dahlgren, no está reconocido por el sistema APG II que incluye los géneros  en la familia Colchicaceae.

## Géneros
- Clintonia
- Disporum
- Kuntheria
- Schelhammera
- Streptopus
- Tripladenia
- Uvularia